# Mont Athabasca
El Mont Athabasca (en anglès Mount Athabasca) és una muntanya que s'alça fins als 3.491 msnm i que es troba dins el camp de gel Columbia, al Parc Nacional de Jasper, a la província d'Alberta, Canadà. J. Norman Collie, primer a escalar-la el 18 d'agost de 1898, li va posar el nom aquell mateix any. El nom, d'origen cree, és molt habitual a la regió i originalment fa referència al llac Athabasca.
Al seu costat hi ha el mont Andromeda i la glacera Athabasca, un dels braços principals del camp de gel. Tant la glacera com les dues muntanyes es poden observar des de la propera Icefields Parkway, la carretera que recorre els parcs nacionals de Banff i Jasper.
El mont Athabasca és descrit sovint com el vèrtex hidrogràfic d'Amèrica del Nord, ja que les aigües que s'hi recullen van a parar a tres possibles conques: a l'est cap a l'oceà Atlàntic, al nord cap a la badia de Hudson i a l'oest cap a l'oceà Pacífic.